# Anthocercis anisantha
Anthocercis anisantha ist eine Pflanzenart aus der Gattung Anthocercis in der Familie der Nachtschattengewächse (Solanaceae). 

## Beschreibung
Anthocercis anisantha ist ein mit Stacheln besetzter Strauch mit einer Wuchshöhe von bis zu 3 m. Er kann belaubt oder nahezu unbelaubt sein und ist mit drüsigen oder nichtdrüsigen Trichomen behaart, nur selten ist er unbehaart. Junge Laubblätter sind schmal elliptisch, eiförmig oder umgekehrt eiförmig, sie können aufsitzend oder nahezu aufsitzend sein. Meist sind sie 3 bis 14 mm lang und 1 bis 3 mm breit. Sie sind ganzrandig und meist dick und fleischig oder lederig.
Die Blüten stehen in kompakten, endständigen, zymenförmigen Blütenständen an 2 bis 6 mm langen Blütenstielen. Der Kelch erreicht eine Länge von 2 bis 4,5 mm, die Krone wird 7 bis 20 mm lang, ist weiß bis gelblich gefärbt und mit purpur-braunen oder kastanienbraunen Streifen versehen. Die Kronlappen sind linealisch bis schmal eiförmig und 2,5 bis 15 mm lang. Die Staubblätter werden 2 bis 6 mm lang. 
Die Frucht ist eine eiförmige bis eiförmig-elliptische Kapsel, die spitz, zugespitzt oder spitz zulaufend sein kann und 4,5 bis 9 mm lang wird. Die Samen erreichen eine Länge von 1,3 bis 2 mm.

## Verbreitung und Standorte
Die Art kommt in gemäßigten und ariden Gebieten des südwestlichen Western Australia (subsp. anisantha) und auf der Eyre-Halbinsel in South Australia (subsp. collina) vor. Sie wächst meist an offenen, gestörten Standorten auf Lehmböden.

## Systematik
Innerhalb der Art werden zwei Unterarten unterschieden:
- Anthocercis anisantha subsp. anisantha
- Anthocercis anisantha subsp. collina Haegi

Die Unterarten unterscheiden sich durch die Behaarung und die Form der Blätter: Subsp. anisantha besitzt eine abstehende drüsige Behaarung und Laubblätter, die weniger als fünfmal so lang wie breit sind, während subsp. collina eine nicht-drüsige, anliegende Behaarung und Laubblätter, die mehr als sechsmal so lang wie breit sind, besitzt.

## Nachweise
- R. W. Purdie, D. E. Symon und L. Haegi: Anthocercis anisantha. In: Solanaceae, Flora of Australia, Band 29, Australian Government Publishing Service, Canberra, 1982. S. 12. ISBN 0-642-07015-6.